# لار گاری
لار گاری (به لاتین: Lar-e Gari) یک منطقهٔ مسکونی در افغانستان است که در ولایت بامیان واقع شده‌است.